# 호리이 요시하루
호리이 요시하루(일본어: 堀井 美晴, 1953년 3월 16일 ~ )는 일본의 전 축구 선수, 감독이다.

## 구단 경력
1971년부터 1987년까지 얀마 디젤에서 204경기에 나서 46득점을 넣었다. 1971년, 1974년, 1975년, 1880년 4번의 일본 사커 리그 우승을 차지하였다.

## 지도자 경력
은퇴 후에는 얀마 디젤, 감바 오사카의 코치를 거쳐, 2001년 가와사키 프론탈레의 감독으로 취임하였다.